# Меркурьево (Московская область)
Меркурьево — деревня в Сергиево-Посадском районе Московской области России, входит в состав сельского поселения Селковское.

## Население
| 1835 | 1850 | 1857 | 1859 | 1895 | 1905 | 1926 | 2002 |
| ---- | ---- | ---- | ---- | ---- | ---- | ---- | ---- |
| 107  | ↘103 | ↗107 | ↗108 | ↗141 | ↗146 | ↘109 | ↘15  |
| 2006 | 2010 |      |      |      |      |      |      |
| ↘12  | ↘5   |      |      |      |      |      |      |

## География
Деревня Меркурьево расположена на севере Московской области, в северной части Сергиево-Посадского района, примерно в 97 км к северу от Московской кольцевой автодороги и 48 км к северу от станции Сергиев Посад Ярославского направления Московской железной дороги.
В 1,5 км к западу от деревни проходит автодорога Р104, в 33 км юго-восточнее — Ярославское шоссе М8, в 35 км юго-западнее — Московское большое кольцо А108. Ближайшие населённые пункты — деревни Веригино и Юрцово.

## История
В «Списке населённых мест» 1862 года — владельческая деревня 2-го стана Переяславского уезда Владимирской губернии по правую сторону Углицкого просёлочного тракта, от границы Александровского уезда к Калязинскому, в 45 верстах от уездного города и 33 верстах от становой квартиры, при колодце, с 13 дворами и 108 жителями (49 мужчин, 59 женщин).
По данным на 1895 год — деревня Федорцевской волости Переяславского уезда с 141 жителем (60 мужчин, 81 женщина). Основным промыслом населения являлось хлебопашество, 29 человек уезжали в качестве красильщиков по бумаге, шерсти и шёлку на отхожий промысел в Москву и Московскую губернию.
По материалам Всесоюзной переписи населения 1926 года — деревня Веригинского сельсовета Федорцевской волости Сергиевского уезда Московской губернии в 20 км от Угличско-Сергиевского шоссе и 51 км от станции Сергиево Северной железной дороги; проживало 109 человек (48 мужчин, 61 женщина), насчитывалось 19 хозяйств (18 крестьянских).
С 1929 года — населённый пункт Московской области в составе:
- Веригинского сельсовета Константиновского района (1929—1957)[13],
- Веригинского сельсовета Загорского района (1957—1963, 1965—1991)[14][15][16],
- Веригинского сельсовета Мытищинского укрупнённого сельского района (1963—1965)[16][17],
- Веригинского сельсовета Сергиево-Посадского района (1991—1994)[17],
- Веригинского сельского округа Сергиево-Посадского района (1994—2006)[18],
- сельского поселения Селковское Сергиево-Посадского района (2006 — н. в.)[19][20].